# Szwajcarska Misja Zielonoświątkowa
Szwajcarska Misja Zielonoświątkowa (niem.: Schweizersiche Pfingstmission) – chrześcijański wolny kościół protestancki o charakterze ewangelikalnym nurtu zielonoświątkowego działający w Szwajcarii, wchodzący w skład Światowej Wspólnoty Zborów Bożych. 
Chociaż pierwsza konferencja zielonoświątkowa w Szwajcarii odbyła się w 1910 roku, Szwajcarska Misja Zielonoświątkowa została założona w 1936 roku i dzisiaj liczy 24 500 wiernych (w tym 10 200 członków) w 70 zborach.